# ريغي وايت (منافس ألعاب قوى)
ريغي وايت (بالإنجليزية: Reggie Wyatt)‏ هو منافس ألعاب قوى أمريكي، ولد في 17 سبتمبر 1990 في توررانسي في الولايات المتحدة.

## وصلات خارجية
- ريغي وايت على موقع الاتحاد الدولي لألعاب القوى (الإنجليزية)
- ريغي وايت على موقع TFRRS.org (الإنجليزية)